# Jean-Paul Jeannotte

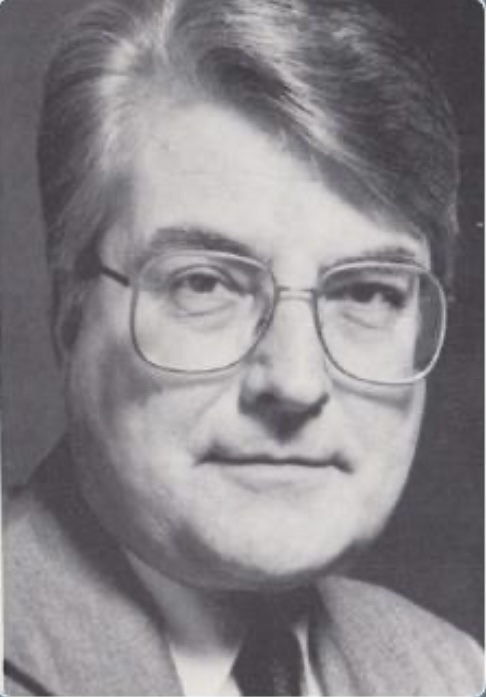
Jean-Paul Jeannotte

Jean-Paul Jeannotte (* 9. März 1926 in Rawdon/Québec; † 9. September 2021) war ein kanadischer Sänger (Tenor) und Musikpädagoge.

## Leben
Jeannotte studierte in Montreal Gesang bei Salvator Issaurel und 1945–1946 bei Émile Gour und in Paris bei Pierre Bernac (1951–1953), der ihm die Zusammenarbeit mit Francis Poulenc, Joseph Canteloube, Paul Claudel und Yvonne Printemps ermöglichte. Als Sänger debütierte er 1947 in Cherbourg als Vincent in Charles Gounods Oper Mireille und Pifear in Adolphe Adams Si j’étais roi. Sein Debüt in Montreal hatte er 1948 als Fritellini in Edmond Audrans La Mascotte mit der Kompagnie Les Variétés lyriques, mit der er bis 1955 zahlreiche weitere Auftritte hatte. 1950 unternahm er als Solist des Chores Les Disciples de Massenet eine Frankreichtournee.
In den 1950er Jahren trat Jeannotte auf der Bühne, bei Konzerten, im Radio und Fernsehen auf, und von 1955 bis 1958 nahm er an der wöchentlichen Radiosendung der CBC L’Âme des poètes teil. Er unternahm Tourneen durch Kanada und 1961 mit der Pianistin Jeanne Landry durch Europa und die Sowjetunion. Bekannt wurde er als Pelléas in Claude Debussys Pelléas et Mélisande, den er 1955 bei der CBC mit Suzanne Danco und im französischen Hörfunk mit Gérard Souzay als Golaud sang und unter Leitung von Désiré-Émile Inghelbrecht aufnahm.
Ebenfalls 1955 trat Jeannotte als Gonzalve in Maurice Ravels L'Heure espagnole auf, und 1956 als Basilio in Mozarts Le Nozze di Figaro und Bobino in Maurice Blackburns Une Mesure de silence. Daneben arbeitete er als Solist mit Orchestern und Kammermusikensembles zusammen, darunter dem Ensemble Jean-Philippe Rameau, zu dessen Gründern er 1954 gehörte. Neben Joseph Rouleau und Robert Savoie zählte er zu den Initiatoren der Gründung der Opéra de Montréal, deren künstlerischer Leiter er von 1980 bis 1989 war.
Von 1964 bis 1979 unterrichtete Jeannotte an der Universität Laval, wo er von 1973 bis 1978 das Quatuor Vocal leitete, sowie an der  École Vincent-d’Indy. Als Vizepräsident (1964–1966) und Präsident (1966–1972) der Union des Artists setzte er sich für die Rechte der Bühnen-, Fernseh-, Hörfunk- und Filmdarsteller ein. Seine Klavierlieder Propos intimes nach Texten von Éloi de Grandmont wurden von André Turp und Paul Trépanier aufgenommen. 1987 wurde er zum Offizier des Order of Canada ernannt, 1994 neben Maureen Forrester in das Panthéon canadien de l’art lyrique aufgenommen.